# Pulgar (kommun)
Pulgar är en kommun i Spanien.   Den ligger i provinsen Toledo och regionen Kastilien-La Mancha, i den centrala delen av landet, 90 km söder om huvudstaden Madrid. Antalet invånare är 1 696. Arean är 38 kvadratkilometer.
Terrängen i Pulgar är platt.